# Numerov (cratère)
Le cratère Numerov est un cratère d'impact de la face cachée de la Lune. Le nom fut officiellement adopté par l'Union astronomique internationale en 1970, en référence à Boris Numerov, un astronome et géophysicien soviétique.

## Sources
- (en) Cet article est partiellement ou en totalité issu de l’article de Wikipédia en anglais intitulé « Numerov (crater) » (voir la liste des auteurs).